# Orthosia nigromaculata
Orthosia nigromaculata là một loài bướm đêm trong họ Noctuidae.